# La Reforma, Linares
La Reforma är en ort i Mexiko.   Den ligger i kommunen Linares och delstaten Nuevo León, i den centrala delen av landet, 600 km norr om huvudstaden Mexico City. La Reforma ligger 355 meter över havet och antalet invånare är 6 145.
Terrängen runt La Reforma är platt åt nordost, men åt sydväst är den kuperad. Runt La Reforma är det mycket glesbefolkat, med 4 invånare per kvadratkilometer. Närmaste större samhälle är Linares, 18,0 km norr om La Reforma. I omgivningarna runt La Reforma växer huvudsakligen savannskog.